# 碱式甲酸铍
碱式甲酸铍是一种无机化合物，化学式为Be4O(HCOO)6，为无色晶体。它易溶于有机溶剂，如氯仿和石油醚。它可在真空中升华，可用于铍的提纯。
它可由氢氧化铍和甲酸的反应制备。
4 Be(OH)2 + 6 HCOOH → Be4O(HCOO)6 + 3 H2O